# Megra (tributario del Lago Onega)
La Megra (in russo Мегра?) è un fiume della Russia europea nordoccidentale (oblast' di Vologda), tributario del lago Onega (bacino idrografico dello Svir').
Nasce dalla piccola dorsale di rilievi collinari alla quale ha dato il nome (alture della Megra) e scorre con direzione dapprima nordoccidentale, successivamente mediamente settentrionale fino a sfociare nella parte meridionale del lago Onega. I maggiori affluenti sono Lema, Kimreka e Pedažreka, tutti confluenti dalla destra idrografica. I maggiori centri abitati che incontra nel suo corso sono Marnovskaja e Undozerskij Pogost.